# Castelo de Miravet

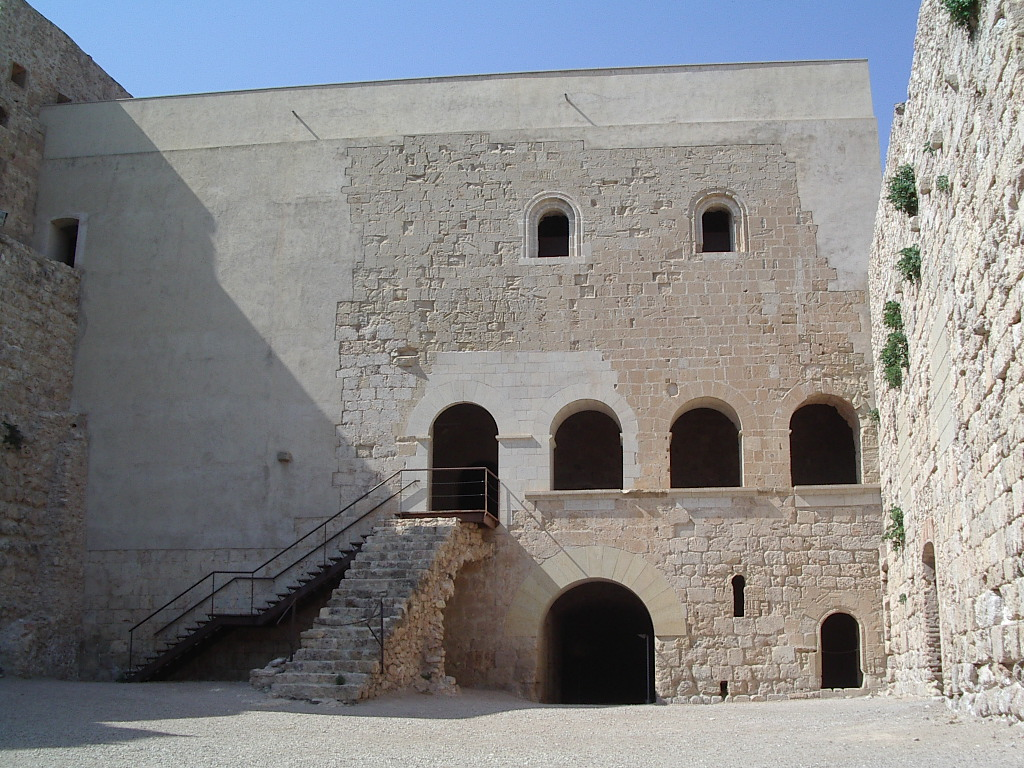
Castelo de Miravet, Espanha.

O Castelo de Miravet localiza-se no município de Miravet, província de Tarragona, na comunidade autónoma da Catalunha, na Espanha.

## História
Remonta a uma antiga fortificação muçulmana.
No contexto da Reconquista cristã da Península Ibérica, a fortificação foi assediada e conquistada pela Ordem dos Templários, em 1152. No ano seguinte (1153) o castelo e seus domínios foram doados à Ordem por Raimundo Berengário IV de Barcelona, conde de Barcelona, para que resguardassem a fronteira Sul do condado. Isso viria a acontecer em 1230, embora a colonização da região apenas tenha sido possível a partir de  1185, vindo a desenvolver-se com lentidão. Com a pacificação da região, o burgo de Miravet floresceu ao abrigo do castelo, tendo se tornado o núcleo da colonização cristã. Aqui a Ordem se dedicou à criação de expressivos rebanhos.
Berenguer de Saint-Just foi o comendador do Castelo de Miravet, de 1297 a 1307.
Quando a Ordem foi extinta na França, em Outubro de 1307, os Templários de Miravet encerraram-se em sua fortificação, colocando-se sob a proteção de Raymond de Guardiã, comendador do Mas Deu, no condado do Rossilhão. Eles resistiram às tropas reais até Dezembro de 1308, quando foram detidos.
Atualmente o monumento encontra-se em bom estado de conservação, mantendo a sua feição templária.

## Características
O castelo apresenta planta no formato trapezoidal. Um primeiro recinto era defendido por uma muralha com vinte e cinco metros de altura. A praça de armas é envolvida por uma segunda cintura de muralhas.
A torre de menagem, no seu pavimento térreo, é ocupada pela capela, cuja cabeceira é recoberta por uma abside semi-circular.